# S-Bahn de Rostock
La S-Bahn de Rostock, est un réseau de S-Bahn (chemin de fer express) de la région métropolitaine de Rostock/Warnemünde sur la côte Baltique de l'Allemagne.

## Histoire
La S-Bahn de Rostock, dont le réseau est centré autour de la gare centrale de la ville, a été inauguré en 1970.
En décembre 2012, une nouvelle ligne a été créée, et est devenue la nouvelle ligne S3. L'ancienne S3 n'existe plus (voir carte de la ligne).

## Les lignes
| Ligne | Parcours | Tracé |
| ----- | --- | ----- |
|       | Warnemünde - Warnemünde Werft - R.-Lichtenhagen - R.-Lütten Klein - R.-Evershagen - R.-Marienehe - R.-Bramow - R.-Holbeinplatz - R.-Parkstraße - Rostock Hbf                                                                          |       |
|       | Warnemünde - Warnemünde Werft - R.-Lichtenhagen - R.-Lütten Klein - R.-Evershagen - R.-Marienehe - R.-Bramow - R.-Holbeinplatz - R.-Parkstraße - Rostock Hbf - Papendorf - Pölchow - Huckstorf - Schwaan - Mistorf - Lüssow - Güstrow |       |
|       | Rostock Hbf - Kavelstorf – Scharstorf – Kronskamp – Laage – Subzin-Liessow – Plaaz – Priemerburg – Güstrow |       |